# Neposkvrněná
Neposkvrněná (v anglickém originále Immaculate) je americký hororový film z roku 2024, který režíroval Michael Mohan a napsal Andrew Lobel. V hlavních rolích se Sydney Sweeney, Álvarem Morte, Benedettou Porcaroli, Dorou Romano, Giorgiem Colangeli a Simonou Tabasco, děj se zaměřuje na mladou jeptišku, která je pozvána k pobytu v malebném italském klášteře, ale postupně odhaluje děsivá tajemství, která ukrývá.
Film Neposkvrněná měl premiéru na festivalu South by Southwest 12. března 2024 a v USA jej do kin uvedla společnost Neon 22. března 2024. Film získal převážně pozitivní recenze a celosvětově vydělal 35 milionů dolarů oproti rozpočtu 9 milionů dolarů.

## Děj
Na úvod filmu se sestra Marie v noci vplíží do ložnice představené matky a ukradne svazek klíčů, aby unikla zamčenými branami katolického kláštera. Čtyři postavy v kápích ji ovšem chytí, zlomí jí nohu a poté ji omráčí. Marie se později probudí pohřbena za živa v rakvi.
Mladá novicka Cecílie se v raném věku obrátila ke křesťanství. Poté, co přežila utonutí v zamrzlém jezeře a byla na sedm minut prohlášena za mrtvou, je Cecílie přesvědčena, že ji Bůh zachránil z nějakého důvodu. Dostane pozvání od otce Sala Tedeschiho, aby se připojila ke klášteru v Itálii, který se stará o umírající jeptišky. Cecílie složí slib dodržování evangelijních rad a stane se jeptiškou.
Cecílie se spřátelí se sestrou Gwen ale zarazí ji určité zvláštnosti, například starší jeptiška, která má na chodidlech jizvy ve tvaru kříže. V klášterní kapli je uložena relikvie, hřebík, kterým byl ukřižován Ježíš. Poté, co v nocích prožívá noční můry o postavách v kápích, Cecílie ke svému úděsu zjistí, že je těhotná, přestože je panna. Členové kláštera s ní začínají zacházet jako s další Pannou Marií a mnozí prohlašují dítě za „požehnání“.
Další jeptiška, sestra Isabelle, se ze žárlivosti pokusí Cecílii utopit a později spáchá sebevraždu. Mezitím se Cecíliino zdraví výrazně zhoršuje. Její žádost o převoz do řádné nemocnice otec Tedeschi zamítne. Gwen za to kritizuje představené kláštera, ale poté je otcem Tedeschi a jáhenem Enzo odvedena.
V noci se Cecilia plíží po klášteře a nachází svůj osobní spis. Je šokována, když najde informace o své dětské nehodě a karyotypu. Zaslechne křik a při hledání jeho původce s hrůzou vidí postavu v kápi, která Gwen vyřezává jazyk. Objeví se starší jeptiška a Cecílii umlčí. Cecílie jeptišku prosí, aby ji nechala utéct, ale ona jí řekne, že klášter nikdy neopustí.
Cecília předstírá že potratila, aby mohla být převezena do nemocnice, ale podvod je odhalen a ona je svázána. Tedeschi vysvětluje, že předtím, než se stal knězem, byl genetik a použil vzorky DNA odebrané z hřebu k oplodnění jeptišek v naději, že přivede na svět nového mesiáše. Před Cecílií selhaly četné Tedeschiho pokusy. Tedeschi poté vypálí do Cecíliiných nohou kříž.
Cecília se znovu pokusí o útěk. Ubije Matku představenou k smrti krucifixem, ale krátce nato jí praskne voda. Podaří se jí kardinála uškrtit růžencem a poté polije Tedeschiho laboratoř etanolem. Tedeschi dorazí a pokusí se ji zastavit, ale Cecílii se jen těsně podaří uniknout a etanol zapálit.
Tedeschimu se po uhašení plamenů podaří dostat z laboratoře a pokračuje v pronásledování Cecílie, což ji donutí uprchnout do katakomb pod klášterem. Cecilia najde Gwenino zohavené tělo spolu s dírou ve zdech katakomb. Tedeschi ji najde právě ve chvíli, kdy se chystá utéct, a dojde k boji. Tedeschi se pokusí Cecílii rozříznout břicho, ale ona ho bodne do krku relikvií hřebu, kterou předtím ukradla z kaple. Po opuštění katakomb Cecilia mučivě porodí a sama si překousne pupeční šňůru. Je zděšena pohledem na dítě, které vydává podivné zvířecí zvuky. Cecilia se potácí pryč, aby popadla a zvedla blízký kámen, kterým dítě ubije k smrti.

## Obsazení
- Sydney Sweeney jako sestra Cecílie
- Álvaro Morte jako otec Sal Tedeschi
- Dora Romano jako matka představená
- Benedetta Porcaroli jako sestra Gwen
- Giorgio Colangeli jako kardinál Franco Merola
- Simona Tabasco jako sestra Mary
- Giulia Heathfield Di Renzi jako sestra Isabelle
- Giampiero Judica jako doktor Gallo
- Giuseppe Lo Piccolo jako jáhen Enzo

## Produkce
Vývoj filmu Neposkvrněná započal již v roce 2014, kdy se Sydney Sweeney poprvé zúčastnila konkurzu na roli ve filmu podle scénáře, který napsal Andrew Lobel. Projekt se však místo produkce propadl do vývojového pekla. Po své průlomové roli v televizním seriálu Euforie Sweeney koupila práva na scénář a oslovila s režií svého častého spolupracovníka Michaela Mohana. Mohan uvedl, že mnoho scén ve filmu bylo inspirováno jeho katolickou výchovou.
V říjnu 2022 bylo oznámeno, že se Sweeney připojila k obsazení filmu, režíroval Mohan a Sweeney také působila jako producentka. Mohan uvedl, že scénář původně obsahoval obsazení středoškolaček, nikoli jeptišek, a byl upraven tak, aby lépe vyhovoval očekáváním Sweeney a publika.
V únoru 2023 se k obsazení filmu připojili Álvaro Morte, Benedetta Porcaroli, Dora Romano, Giorgio Colangeli a Simona Tabasco.

## Vydání
V prosinci 2023 získala společnost Neon distribuční práva k filmu v USA. Světová premiéra se uskutečnila na festivalu South by Southwest 12. března 2024. Film vyšel 22. března 2024, a toho dne byl také uveden také na filmovém festivalu Fargo.

## Přijetí
Film Neposkvrněná vydělal 15,7 milionu dolarů ve USA a Kanadě a 19,7 milionu dolarů v ostatních teritoriích, což celosvětově představuje celkem 35 milionů dolarů.